# John Gürtler
John Gürtler (* 1981 in London) ist ein deutscher Saxophonist und Filmkomponist. Für seine Filmmusik zum Film Systemsprenger erhielt er 2019 den Europäischen Filmpreis.

## Leben und Karriere
John Gürtler wuchs in London als Sohn portugiesisch-deutscher Eltern auf. Ab dem Alter von elf Jahren erhielt er Saxophon- und Klavierunterricht. 2001 zog er nach Berlin und nahm dort ein Musikstudium an der Universität der Künste auf. Seine Lehrer waren u. a. Jerry Granelli, David Friedman (Komposition) und Sigi Busch. Anschließend studierte er an der Filmakademie Baden-Württemberg Filmmusik und Sounddesign.
Mit Jan Miserre und Lars Voges ist er Mitbegründer des Berliner Studios Paradox Paradise.
Seit 2012 unterrichtet er als Gastdozent an der Filmakademie Baden-Württemberg Filmmusik und Sound im künstlerisch, experimentellem Film.

## Filmografie (Auswahl)
- 2015: Verfehlung
- 2016: Haus ohne Dach
- 2017: Liebling, lass die Hühner frei
- 2019: Charité (Fernsehserie, 6 Folgen)
- 2019: Systemsprenger
- 2019: Space Dogs (Dokumentarfilm)
- 2020: Die Adern der Welt
- 2021: A Pure Place
- 2022: Für Jojo (Spielfilm, Netflix)
- 2022: Tatort: Leben Tod Ekstase
- 2023: Leere Netze
- 2024: The Outrun
- 2025: Sie glauben an Engel, Herr Drowak?
- 2025: Rave On
- 2025: White Snail

## Preise und Auszeichnungen
- 2014: Bester Song im Film für „What Love Is“ aus dem Film Antons Fest von Kolya Reichart
- 2015: Deutscher Dokumentarfilmpreis für Musik an Gürtler Paradox Paradise für den Dokumentarfilm Above and Below von Nicolas Steiner
- 2016: 1. Kompositionsförderpreis beim Dok.Fest München für den Film Space Dogs von Elsa Kremser und Levin Peter
- 2019: Beste Musik und Tongestaltung beim Filmkunst MV 2019 für Systemsprenger von Nora Fingscheidt
- 2019: Europäischer Filmpreis in der Kategorie Beste Filmmusik für Systemsprenger[3]
- 2022: Deutscher Filmpreis in der Kategorie Beste Tongestaltung für Niemand ist bei den Kälbern